# Ameivula abalosi
Ameivula abalosi es una especie de lagarto del género Ameivula, perteneciente a la familia Teiidae. Fue descrita científicamente por Cabrera en 2012.

## Distribución
Se encuentra en Argentina (Formosa, Corrientes, Chaco, Jujuy, Salta, Santiago del Estero, Córdoba, San Juan) y Paraguay.